# Cerro Rico
Le Cerro Rico est un sommet andin situé en Bolivie, dans le département de Potosí, culminant à 4 782 m d'altitude. Il domine la ville de Potosí. Il a été exploité pour ses ressources minérales depuis le XVIe siècle jusqu'à nos jours, selon l'historien bolivien Carlos Mesa, la découverte de ses gisements est à l'origine de la fondation de l'audience de Charcas, base territoriale de l'actuelle Bolivie. Cette importance du Cerro dans l'histoire de la Bolivie est soulignée par la présence de son profil sur les armes de ce pays.

## Toponymes
Cerro Rico signifie en espagnol, la « colline riche ». Le mont est aussi connu sous plusieurs toponymes d'origine quechua, Potosí ou Potojsí, ou Huayena Potosí, « celui qui explose », d'après l'un des pouvoirs de la divinité amérindienne tutélaire de Cerro, Huiracocha. Sumaq Urqu (ou Sumaj Orcko), « le mont le plus beau, le chef ».

## Géographie
Le sommet se situe au sud de Potosí, chef-lieu du département homonyme, en Bolivie. Il domine la ville d'environ 600 mètres de haut.

## Histoire

### Période précolombienne
Le Cerro Rico est un lieu sacré pour les populations de la région, il s'agit d'une huaca, c'est-à-dire d'un site dédié à l'adoration d'une divinité. À son sommet ont lieu des sacrifices en l'honneur du dieu Pachamamac, connu localement sous le nom de Huiracocha. Du fait de l'importance de cette divinité dans la cosmogonie des Incas, le mont est l'une des huacas les plus importantes de l'empire. Jusqu'à l'arrivée des Conquistadors, des rites sacrificiels y sont effectués. Néanmoins les sacrifices humains dans la civilisation inca étaient relativement rares (à la différence des civilisations mésoaméricaines telles que les Mayas et les Aztèques), et ne se faisaient que lors de périodes de grands changements ou de grands troubles.
Une légende rapportée par plusieurs chroniqueurs rapporte que les Incas, qui avaient connaissance des richesses du mont, ne les auraient pas exploitées, avertis que celles-ci étaient destinées à des nouveaux venus.

### Période coloniale
Le site a joué un rôle majeur dans l'histoire des mines d'argent. La tradition rapporte que la découverte par les Espagnols des fabuleuses richesses du Cerro est due à l'Amérindien Diego Huallpa en janvier 1545. Celui-ci se trouvant en compagnie de quatre soldats espagnols découvre par inadvertance un filon d'argent, un minéral qui recouvre pratiquement la montagne. Il en avertit les soldats mais ceux-ci ne font pas cas de cette découverte. Huallpa commence alors à exploiter le minerai pour son compte mais rapporte sa découverte à un ami nommé Huanca, lui-même serviteur du majordome Diego de Villaroel. Ce dernier, qui est au service de l'encomendero Lorenzo de Estupiñan, profite de l'absence de ce dernier pour s'approprier les richesses du Cerro Rico.

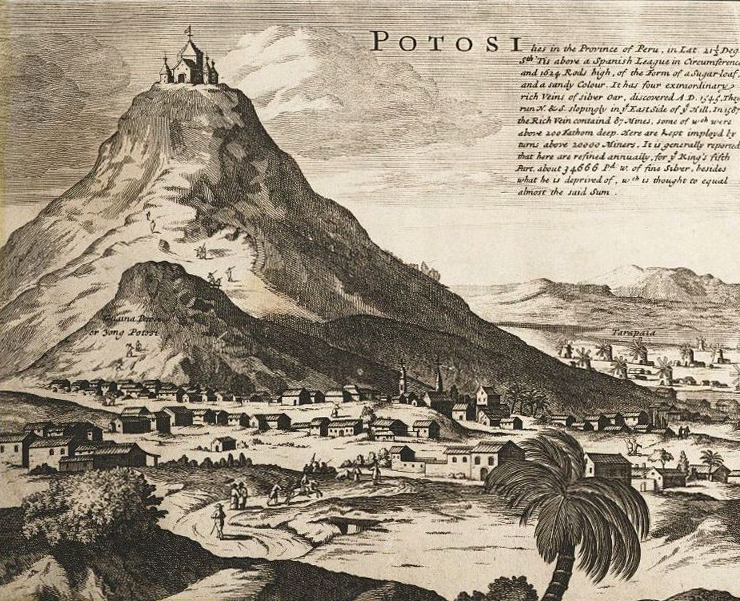
Vue de Potosí et du Cerro Rico en 1715

La nouvelle de la découverte se répand dans toute la vice-royauté du Pérou. Un flux humain converge alors vers le Cerro Rico ; rapidement va se former la ville de Potosí au pied du mont. Sa fondation officielle date de 1546. Le Cerro devient dès lors l'un des éléments fondamentaux de la puissance coloniale espagnole. Durant les XVIe et XVIIe siècles, l'argent de Potosí est l'une des principales sources de richesse de l'empire.
Sur le plan religieux, la montagne garde toute son importance, cette fois sous la forme d'un syncrétisme mêlant influences catholiques et indigènes. La Vierge Marie est identifiée au mont. Plusieurs divinités andines lui sont associées. Les peintres de l'époque coloniale la représentent, personnifiant le Cerro qui apparaît sous la forme de son manteau. Ainsi s'opère la fusion entre la mère de Dieu et la Pachamama, la terre pourvoyeuse de vie. Les mineurs rendent un culte au Tío, déformation de Dios, « dieu » en espagnol. Il est vu comme le protecteur de la mine et des statues, auxquelles des offrandes sont effectuées, sont érigées en plusieurs points des galeries.

### Période contemporaine
Le Cerro Rico continue à être exploité pour son argent. La mine à ciel ouvert de San Bartolomé s'est développée sur ses flancs depuis 2008.

## Instabilité géologique

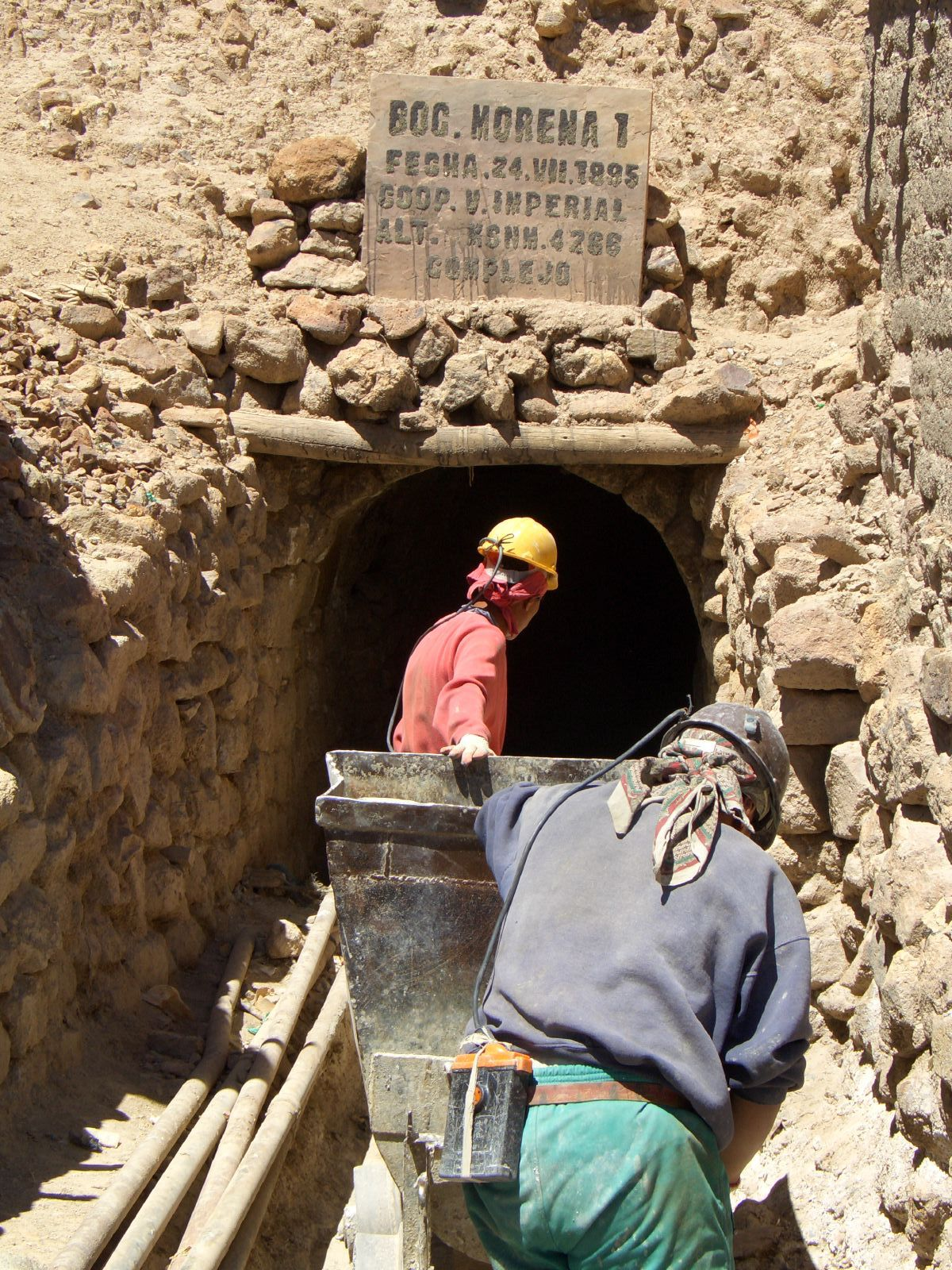
Les mines du Cerro Rico, encore exploitées de nos jours.

En raison de son exploitation continue depuis plusieurs siècles, le Cerro Rico, qui comporte plus de 600 entrées de galeries, est soumis à de forts risques d'effondrement.